# Södra Bergsjön
Södra Bergsjön är en sjö i Örnsköldsviks kommun i Ångermanland och ingår i Moälvens huvudavrinningsområde. Sjön är 12 meter djup, har en yta på 0,312 kvadratkilometer och befinner sig 242 meter över havet. Sjön avvattnas av vattendraget Södra Anundsjöån (Skalmsjöån). Vid provfiske har bland annat abborre, gers, gädda och lake fångats i sjön.

## Delavrinningsområde
Södra Bergsjön ingår i det delavrinningsområde (706026-157723) som SMHI kallar för Utloppet av Södra Bergsjön. Medelhöjden är 292 meter över havet och ytan är 3,09 kvadratkilometer. Räknas de 10 avrinningsområdena uppströms in blir den ackumulerade arean 103,25 kvadratkilometer. Södra Anundsjöån (Skalmsjöån) som avvattnar avrinningsområdet har biflödesordning 2, vilket innebär att vattnet flödar genom totalt 2 vattendrag innan det når havet efter 99 kilometer. Avrinningsområdet består mestadels av skog (67 procent) och sankmarker (15 procent). Avrinningsområdet har 0,31 kvadratkilometer vattenytor vilket ger det en sjöprocent på 10,1 procent.

## Fisk
Vid provfiske har följande fisk fångats i sjön:
- Abborre
- Gärs
- Gädda
- Lake
- Löja
- Mört